# Xã Warren, Quận Winona, Minnesota
Xã Warren (tiếng Anh: Warren Township) là một xã thuộc quận Winona, tiểu bang Minnesota, Hoa Kỳ. Năm 2010, dân số của xã này là 651 người.